# Morten Grunwald

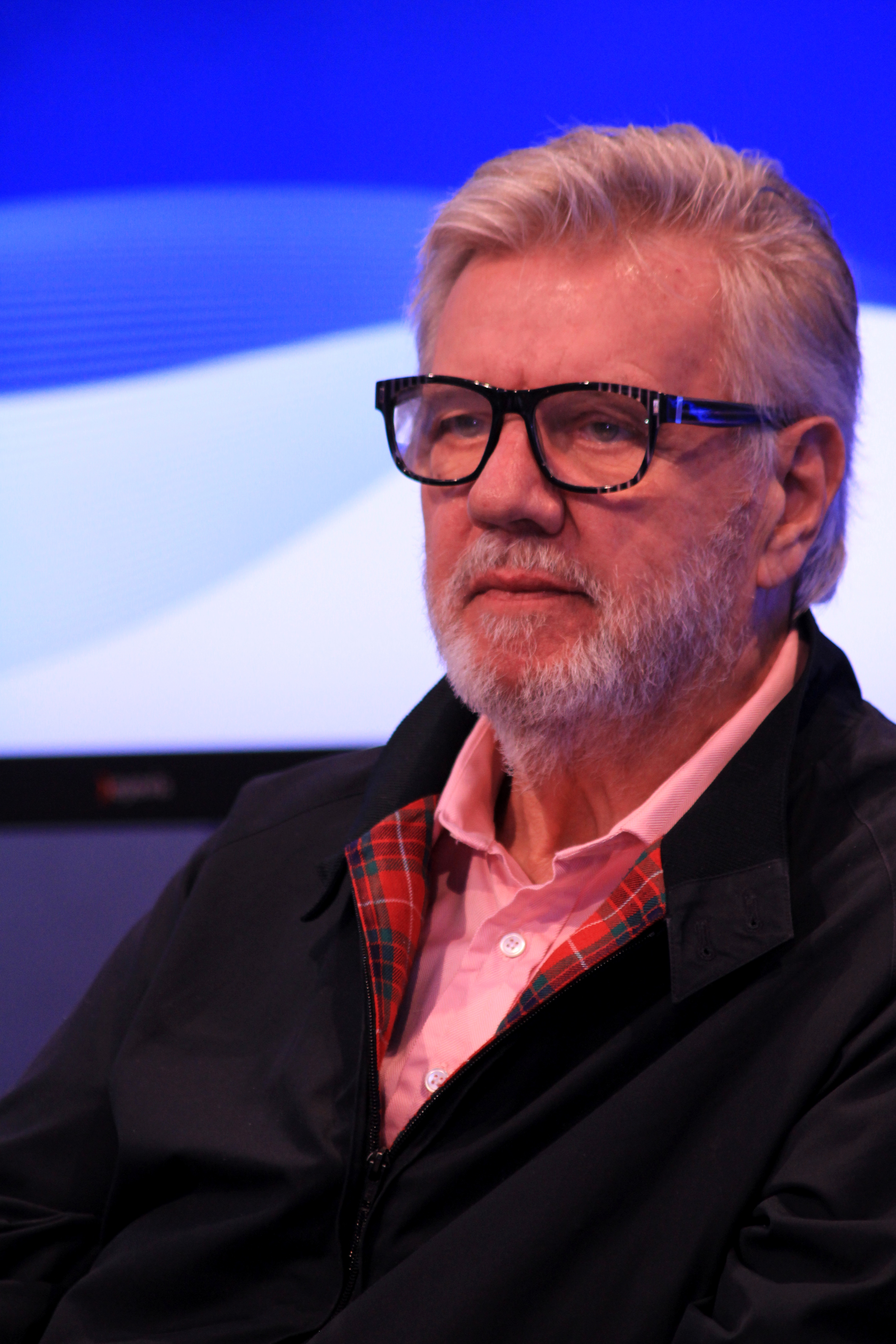
Morten Grunwald im März 2012 auf der Leipziger Buchmesse

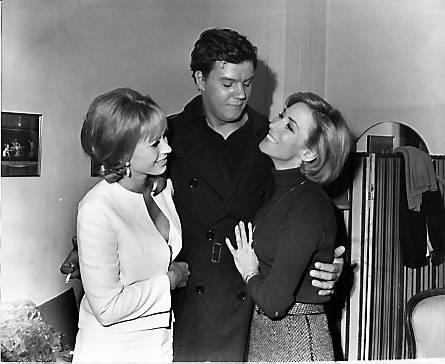
Morten Grunwald mit seiner Frau Lily Weiding (rechts) und der Schauspielerin Hanne Borchsenius 1966

Walter Morten Grunwald (* 9. Dezember 1934 in Odense; † 14. November 2018 in Hellerup) war ein dänischer Schauspieler und Regisseur. Er wurde vor allem als Benny in den 14 Filmen der Olsenbande bekannt.

## Leben

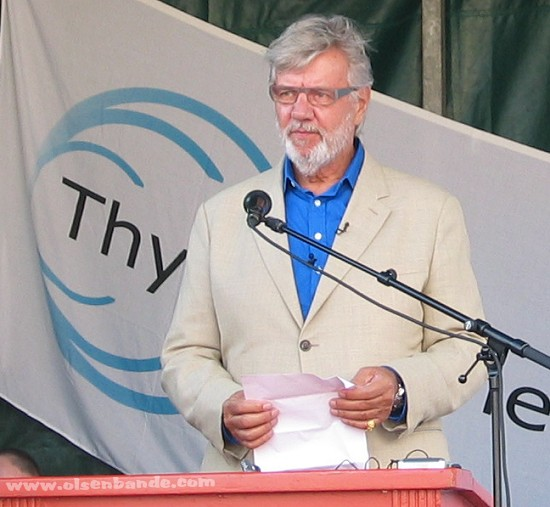
Morten Grunwald hält eine Rede zur Enthüllung der neuen Olsenbande-Silhouette in Thisted 2006

Morten Grunwald wuchs als jüngstes von drei Kindern des deutschen Bildschnitzers Karl Frederik Grunwald (1892–1952) und dessen Ehefrau Hildeborg Christiane Andersen (1903–1985) in seiner Geburtsstadt Odense auf und trat als Jugendlicher in Statistenrollen am Odense Teater auf. Von 1956 bis 1957 besuchte er die dortige Schauspielschule und gab während einer Tournee des Theaters sein Bühnendebüt. Von 1957 bis 1960 setzte er seine Ausbildung an der Schauspielschule des Königlichen Theaters in Kopenhagen fort. Nachdem er für ein Jahr fest an diesem Theater engagiert war, wurde er im Jahr 1961 freischaffend tätig.
Sein Filmdebüt hatte er 1961. Kurze Zeit später gelang ihm der Durchbruch als Filmschauspieler, als er für seine Hauptrolle in Jungfernstreich 1965 mit der Bodil als Bester Hauptdarsteller geehrt wurde. Er erhielt daraufhin die Hauptrolle in der Agentenkomödie Slå først, Frede (deutscher Titel: Kaliber 7,65 – Diebesgrüße aus Kopenhagen oder Hau ihn zuerst, Freddy!) von Erik Balling und Henning Bahs, nachdem der ursprünglich als Hauptdarsteller vorgesehene bekannteste Komiker Dänemarks, Dirch Passer, wegen einer zu hohen Gagenforderung ausgeschieden war. Der Film, in dem Grunwald auch erstmals gemeinsam mit Ove Sprogøe und Poul Bundgaard vor der Kamera stand, wurde ein großer Erfolg und erhielt im Folgejahr die Fortsetzung Slap af, Frede.
International bekannt wurde er ab 1968 durch seine Rolle des Benny Frandsen in den Olsenbanden-Filmen. Die Autoren Balling und Bahs, die auch die geistigen Väter der beiden Frede-Filme gewesen waren, entwickelten die drei Hauptfiguren dabei von Anfang an gezielt für die drei Hauptdarsteller Ove Sprogøe, Morten Grunwald und Poul Bundgaard. Grunwald verkörperte die Rolle des Benny bis 1981 fast jährlich in 13 Filmen und noch einmal 1998 in Der (wirklich) allerletzte Streich der Olsenbande.
Nachdem er an mehreren Theatern gespielt hatte, war er von 1971 bis 1980 Leiter des Bristol Teatret und von 1980 bis 1992 Leiter des Betty Nansen Teater (zuvor Allé-Scenen) in Kopenhagen. 1976 produzierte er am Bristol Teatret eine Inszenierung von Samuel Becketts Warten auf Godot, in der er gemeinsam mit seinen Filmkollegen aus der Olsenbande, Ove Sprogøe und Poul Bundgaard, die Hauptrollen spielte. Ab Mitte der 1970er-Jahre engagierte er sich zudem für die Umwandlung eines ehemaligen Gaswerkes im Kopenhagener Stadtteil Østerbro in ein Theater, das Østre Gasværk Teater, dem er von 1989 bis 1998 ebenfalls als Direktor vorstand.
2000 war er in Deutschland in einem Werbespot für Volkswagen zu sehen.
2006 weihte er zum Olsenbande-Event im Ort Thisted die Olsenbande-Silhouette ein. Im Jahr 2014 veröffentlichte er das Buch Meine Tage in gelben Socken, welches im Schwarzkopf & Schwarzkopf Verlag erschien. Am 15. August 2015 wurde in der Kunsthalle Rostock eine Ausstellung zur Olsenbande eröffnet, bei der Morten Grunwald die Eröffnungsrede auf Deutsch hielt. Anwesend war auch Lotte Dandanell, die als Kostümbildnerin an allen Olsenbanden-Filmen mitgearbeitet hat.
Anfang 2017 erklärte er mit der Inszenierung 3 × Beckett am Østre Gasværk das Ende seiner Bühnenkarriere, zeigte sich jedoch für weitere Filmangebote offen. Von November 2017 bis Juni 2018 war er noch – wiederum mit einem Beckett-Programm – in insgesamt 16 Aufführungen an der Volksbühne Berlin zu sehen.
Morten Grunwald war seit 1980 mit der Schauspielerin Lily Weiding verheiratet, mit der er seit 1965 zusammenlebte und ab 1994 in Skodsborg wohnte. Sie brachte zwei Töchter mit in die Ehe. Ihre gemeinsame Tochter Tanja Grunwald ist nach einigen Auftritten als Schauspielerin heute Castingregisseurin. Er hinterließ vier Enkel und zwei Urenkel. Seine Nichte ist die Schauspielerin und Theaterintendantin Mille Maria Dalsgaard.
Im Oktober 2018 musste er aus gesundheitlichen Gründen seine Teilnahme an den Feierlichkeiten zum 50-jährigen Jubiläum der Olsenbande absagen. Wenige Tage später gab er bekannt, unheilbar an Lungenkrebs erkrankt zu sein und eine Strahlentherapie abzulehnen. Er starb am 14. November 2018 im Alter von 83 Jahren im Hospiz Sankt Lukas Stiftelsen in Hellerup. Ursprünglich wollte er anonym beigesetzt werden, entschied sich aber kurz vor seinem Tod doch noch für ein richtiges Grab. Seine Grabstätte befindet sich unmittelbar neben dem Grab von „Yvonne“-Darstellerin Kirsten Walther, welche aus den Filmen der Olsenbande bekannt ist, auf dem Friedhof „Vedbæk Kirkegård“ in Vedbæk am Nordrand von Kopenhagen.

## Filmografie (Auswahl)
- 1961: Einer unter vielen (Een blandt mange)
- 1961: Jetpiloter – Regie: Anker Sørensen
- 1961: Løgn og løvebrøl – Regie: Peer Guldbrandsen
- 1963: Hvad med os? – Regie: Henning Carlsen
- 1964: Tod bei Tisch (Døden kommer til middag) – Regie: Erik Balling, als Bertel Lindberg
- 1964: Jungfernstreich (5 mand og Rosa)
- 1964: Selvmordsskolen – Regie: Knud Leif Thomsen
- 1965: Landmandsliv – Regie: Erik Balling
- 1965: Kaliber 7,65 – Diebesgrüße aus Kopenhagen (Slå først, Frede!)
- 1965: 39 Seemänner und ein Mädchen (Een Pige og 39 sømænd)
- 1965: En ven i bolignøden – Regie: Annelise Reenberg
- 1966: Nu stiger den – Regie: Annelise Hovmand
- 1966: Slap af, Frede!
- 1966: Tugend läuft Amok (Dyden går amok)
- 1967: Der schmucke Arne und Rosa (Smukke Arne og Rosa) – Regie: Sven Methling
- 1967: Fup eller Fakta
- 1967: Martha
- 1967: Far laver sovsen – Regie: Finn Henriksen
- 1968: I den grønne skov – Regie: Palle Kjærulff-Schmidt
- 1968: Kompanie, stillgestanden (Soldaterkammerater på bjørnetjeneste) – Regie: Carl Ottosen
- 1968: Det var en lørdag aften – Regie: Erik Balling
- 1968: Dage i min fars hus – Regie: David Nagata
- 1968–1998: Olsenbande-Serie (14 Filme)
- 1969: Die Mädchen vom Eichenhof (Pigen fra Egborg) – Regie: Carl Ottosen
- 1969: Der kom en soldat – Regie: Peer Guldbrandsen
- 1970: Amour – Regie: Gabriel Axel
- 1971: I morgen, min elskede – Regie: Finn Karlsson
- 1975: Kun sandheden – Regie: Henning Ørnbak
- 1975: Oh, diese Mieter! (Huset på Christianshavn)
- 1976: Den dobbelte mand – Regie: Franz Ernst
- 1976: Kassen stemmer – Regie: Ebbe Langberg
- 1976: Hjerter er trumf – Regie: Lars Brydesen
- 1978–1982: Die Leute von Korsbaek (Matador) (Fernsehserie)
- 1986: Die Augen des Wolfes (Oviri) – Regie: Henning Carlsen
- 1986: Mord im Dunkeln (Mord i mørket) – Regie: Sune Lund-Sørensen
- 1986: Ballerup Boulevard – Regie: Linda Wendel
- 1987: Hip Hip Hurra – Regie: Kjell Grede
- 1988: Mord im Paradies (Mord i Paradis) – Regie: Sune Lund-Sørensen
- 1998: I wonder who’s kissing you now – Regie: Henning Carlsen
- 2006: De Syngende frisører – Regie: René Frelle Petersen
- 2007: When a Man Comes Home (En mand kommer hjem) – Regie: Thomas Vinterberg
- 2007: Hvid nat – Regie: Jannik Johansen
- 2007: Den Sorte Madonna – Regie: Lasse Spang Olsen
- 2010: Eksperimentet – Regie: Louise Friedberg
- 2014: Silent Heart – Mein Leben gehört mir (Stille hjerte)

## Auszeichnungen
- Wilhelm Hansen Fondens Ehrenpreis
- Entreprenør-Preis
- 1974: Theaterpokal
- 1965: Bodil in der Kategorie Bester Hauptdarsteller für 5 mand og Rosa als Herluf Jensen
- 2008: Bodil in der Kategorie Bester Nebendarsteller für Hvid nat als Jacob Nymann